# Skolästkil
Skolästkil (efter tyska Schuhleistenkeil, på engelska Danubian shaft-hole adze) är en stenyxa som är typisk för den bandkeramiska kulturen (omkring 5.000 f.Kr.) i Centraleuropa. Den är vanligen tillverkad av grönsten med jämn undersida och halvcylindrisk översida, och liknar en skoläst. Eggen är smal, avslipad underifrån och något uppböjd. Yxan finns både med och utan skafthål. Ett antal skolästkilar har påträffats i Danmark och Skåne, vilket är ett tecken på kontakter mellan de bandkeramiska jordbrukarna och erteböllekulturens jägare och fiskare.